# 밀 Mi-17

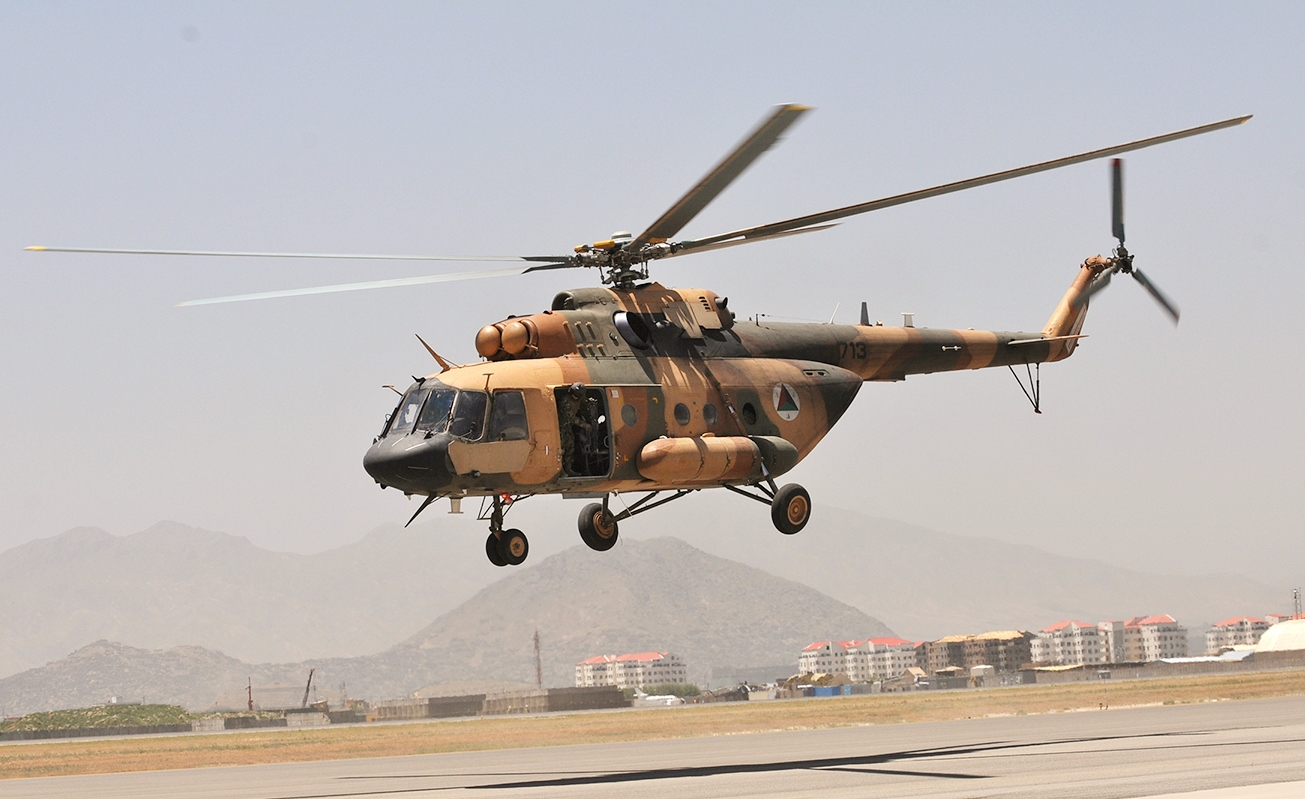

밀 Mi-17은 소련의 밀 모스크바 헬리콥터 공장에서 설계한 중형 다목적 헬리콥터이다. 소련 국내용의 명칭은 Mi-8MT이었으며, 수출용 기체의 명칭이 Mi-17이었다. 1975년 첫 비행을 실시하였으며, 1977년 본격적으로 생산을 개시하였다. 현재까지 약 3,500기 이상이 제작되었다.

## 같이 보기
- 밀 Mi-8
- 밀 Mi-38
- 아에로스파시알 SA 321 쉬페르 프를롱
- 아구스타웨스틀랜드 AW101
- 유로콥터 AS532 쿠거
- 유로콥터 EC725
- 유로콥터 AS332
- NH인더스트리스 NH90
- UH-60 블랙 호크